# David Quinn (Illustrator)
David Quinn (* 8. September 1959 in Salford, Greater Manchester) ist ein britischer Vogelillustrator.

## Leben
Quinn absolvierte die Salford Grammar School, bevor er sich am Manchester Polytechnic (heute Manchester Metropolitan University) einschrieb und dort 1982 den Bachelor of Arts mit der Auszeichnung First Class Honours in Grafikdesign erlangte. Bereits im Alter von 16 Jahren begann er in seiner Freizeit, Wildtiere zu zeichnen, darunter in den Belle Vue Zoological Gardens in Manchester, wo er die Tiger skizzierte. Er heiratete 1983 und ließ sich mit seiner Frau Joan in Moulton in der Grafschaft Cheshire nieder. Er malte vor Ort im Weaver Valley mit seinen umliegenden Feldern, Teichen und Wäldern und wurde 1987 von der Zeitschrift British Birds als Bird Illustrator of the Year geehrt.
Quinns Arbeiten erschienen in der Folgezeit in mehreren Publikationen, die sich mit einer Bandbreite von Themen zur Vogelbestimmung befassen, sowie in Studien über Biologie, Verhalten und Ökologie der Arten. 1999 wirkte er an der dritten Auflage des National Geographic Field Guide to the Birds of North America mit. 2005 illustrierte er das Buch Gulls of Britain and Europe von Rob Hume. Neben Alan Harris war er 1992 Illustrator beim Werk Storks, ibises and spoonbills of the world von James A. Hancock, James A. Kushlan und M. Philip Kahl. Weitere seiner Illustrationen wurden in den Büchern Great Auk islands: A field biologist in the Arctic (1993) von Tim Birkhead, Warblers of the Americas: an identification guide (1994) von Jon Curson, Chickadees, Tits, Nuthatches & Treecreepers (1995) von Simon Harrap, Cuckoos, cowbirds and other cheats (2000) von Nicholas Barry Davies sowie in der Zeitschrift British Birds veröffentlicht. 2007 veröffentlichte er das Buch The Mammals of Cheshire.
Quinn unternahm Vogelbeobachtungsexkursionen nach Polen, Frankreich, Spanien, Griechenland, Indien, Gambia sowie in mehreren Orten in Nordamerika.
Quinn beobachtete in Cheshire eine Reihe seltener Irrgäste, darunter 1987 eine Präriemöwe am Neumann’s Flash in den Northwich Woodlands sowie eine Amerikanische Silbermöwe, die 1994 zum ersten Mal auf dem britischen Festland überwinterte.